# Ihor Tyščenko
Ihor Serhijovyč Tyščenko (in ucraino Ігор Сергійович Тищенко?; traslitterazione anglosassone: Ihor Tyschenko; Vladivostok, 11 maggio 1989) è un calciatore ucraino, centrocampista del Schwarz-Weiß Bismark.

## Palmarès

### Club

#### Competizioni nazionali
- Perša Liha: 1

Mariupol': 2016-2017